# Rugby-Bundesliga 2006/07
Die Rugby-Bundesliga 2006/07 ist die 36. ihrer Geschichte. 8 Mannschaften spielten um die deutsche Meisterschaft im Rugby. Meister wurde in einem Endspiel zwischen den beiden Tabellen-Ersten die Rudergesellschaft Heidelberg (RG Heidelberg).
Überlegener Tabellenführer nach der regulären Spielzeit war der SC 1880 Frankfurt mit nur einer Niederlage gegen die RG Heidelberg und einem 12:12-Unentschieden gegen den SC Neuenheim.
Absteigen musste die Spielgemeinschaft aus DSV 1878 Hannover und SV 1908 Ricklingen, die im Vorjahr dem Abstieg noch knapp entgangen war.

## Abschlusstabelle
| Pl. | Verein                            | Sp | Punkte  | Dif  | Pkt |
| 1.  | SC Frankfurt 1880                 | 14 | 648:135 | +513 | 39  |
| 2.  | RG Heidelberg                     | 14 | 404:199 | +205 | 34  |
| 3.  | DRC Hannover                      | 14 | 308:231 | 0+77 | 32  |
| 4.  | SC Neuenheim                      | 14 | 270:200 | 0+70 | 31  |
| 5.  | Berliner Rugby Club               | 14 | 302:282 | 0+20 | 26  |
| 6.  | TSV Handschuhsheim                | 14 | 204:278 | 0−74 | 24  |
| 7.  | Heidelberger RK                   | 14 | 194:516 | −322 | 19  |
| 8.  | DSV 1878 Hannover / 08 Ricklingen | 14 | 172:661 | −489 | 16  |

Absteiger: Spielgemeinschaft DSV 1878 Hannover/SV 1908 Ricklingen

Aufsteiger: RK Heusenstamm.

## Endspiel
12. Mai 2007 in Frankfurt am Main: RG Heidelberg – SC 1880 Frankfurt 23:15

## Besonderheit
Mit dem SC Frankfurt 1880 stand ein Aufsteiger aus der 2. Bundesliga im Finale gegen die RG Heidelberg.